# Delphacodes actaeon
Delphacodes actaeon är en insektsart som beskrevs av Ronald Gordon Fennah 1958. Delphacodes actaeon ingår i släktet Delphacodes och familjen sporrstritar. Inga underarter finns listade i Catalogue of Life.